# Medrese Alla Kuli Khan

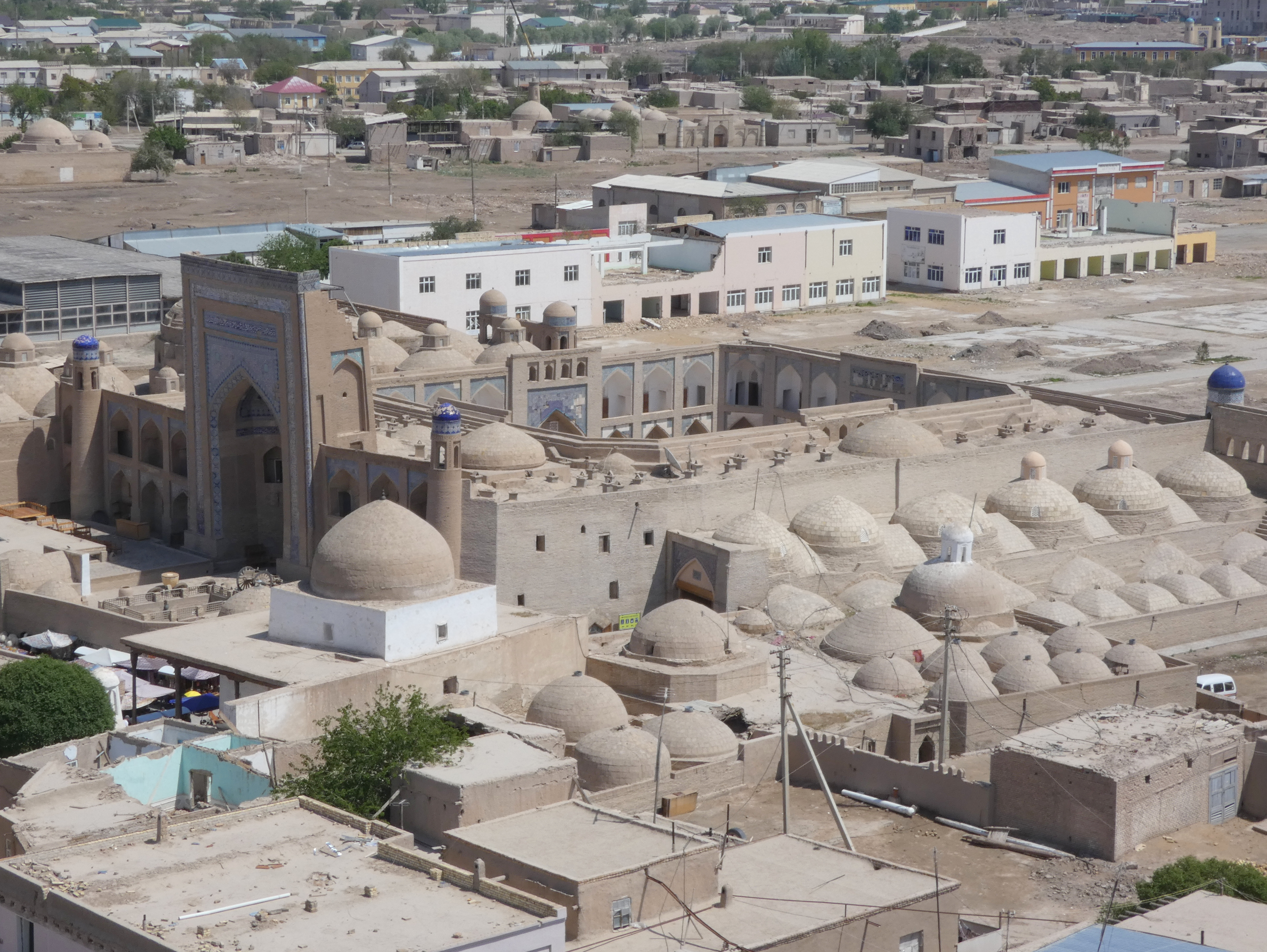
Die Medrese Alla Kuli Khan

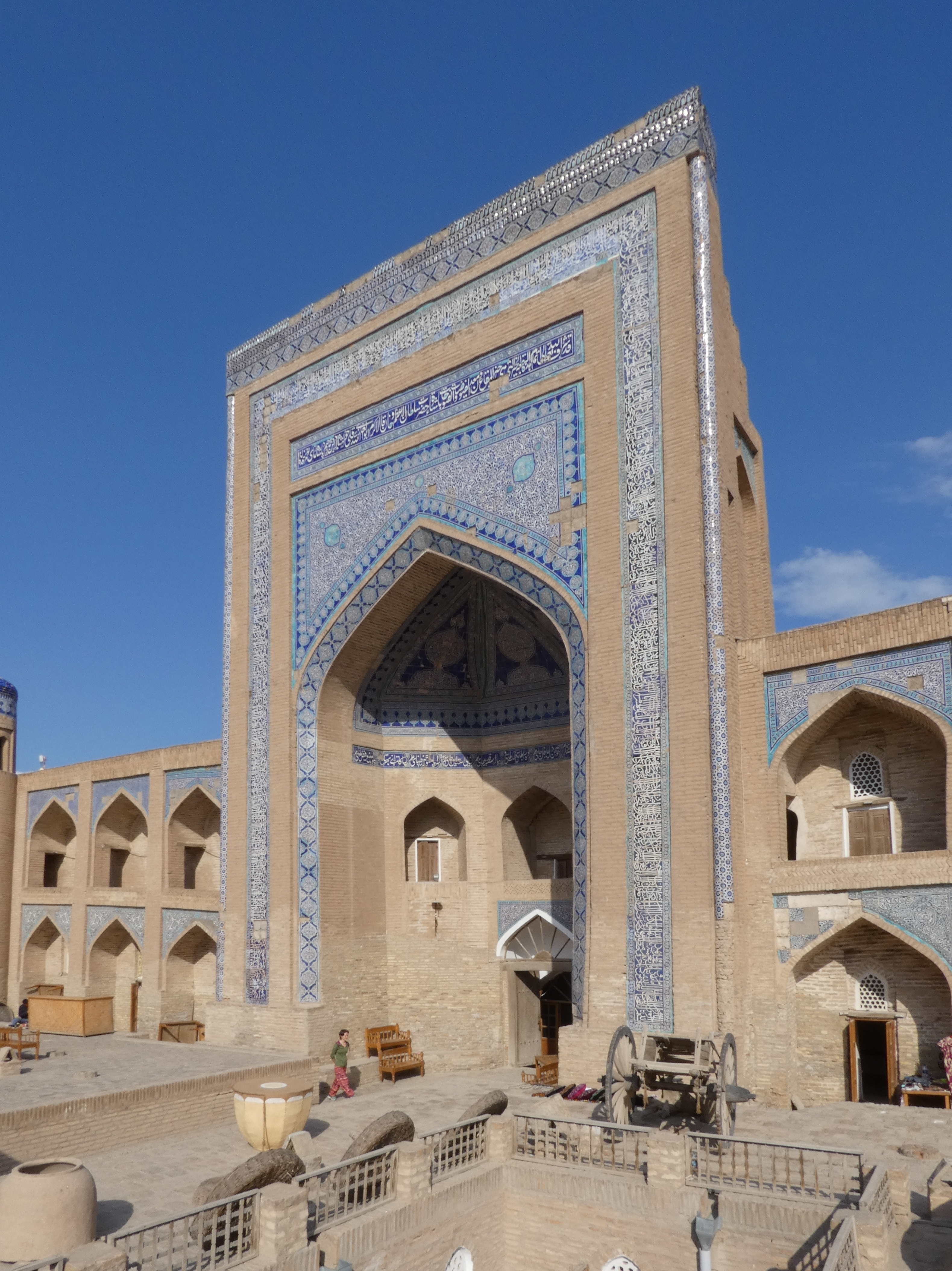
Das Portal der Medrese

Die Medrese Alla Kuli Khan ist eine Medrese in Ichan Qalʼа, der historischen Altstadt Chiwas. Sie ist Teil des UNESCO-Welterbes.

## Bauwerk
Die Medrese Alla Kuli Khan steht am Palwan-Darwaza, dem Osttor der Altstadt Chiwas. Eine erste Medrese, die Medrese Khodjambery Bei wurde 1688 an diesem Standort gebaut. 150 Jahre später wählte der Khan des Khanats Chiwa Alla Kuli den Standort für seine neue, größere Medrese. Aufgrund der baulichen Enge in diesem Bereich wurde es nötig, einen Teil der Stadtmauer Ichan Qalʼаs und die Hauptwand der alten Medrese Khodjambery Bei zu zerstören. Teile der alten Medrese wurden zum Fundament der neuen Medrese Alla Kuli Khan, während aus den Resten die Medrese Churdshum wurde.
Für ein reiches Einkommen wurde der neuen Medrese Alla Kuli Khan als Waqf etwa 9000 Hektar bewässertes Land, die sich unmittelbar nördlich anschließende Händlerpassage Tim und die Karawanserei Alla Kuli Khan zugesprochen. Die Moschee befindet sich im südlichen Teil des mit blauen Keramikfliesen verzierten Portals. Im nördlichen Teil befinden sich die Hörsäle. Über dem Portal sind Chudschas für eine von Khan Alla Kuli gestiftete Bibliothek. Diese stand den Schülern aller Medresen der Stadt offen.